# Gouvernement Berisha II
 (janvier 2023).
Si vous disposez d'ouvrages ou d'articles de référence ou si vous connaissez des sites web de qualité traitant du thème abordé ici, merci de compléter l'article en donnant les références utiles à sa vérifiabilité et en les liant à la section « Notes et références ».
République d'Albanie
Berisha I Rama I
Le gouvernement Berisha II (en albanais : Qeveria Berisha (2)) est le gouvernement de la république d'Albanie entre le 17 septembre 2009 et 15 septembre 2013, durant la VIIe législature de l'Assemblée.

## Historique du mandat
Dirigé par le Premier ministre libéral-conservateur sortant Sali Berisha, ce gouvernement est constitué et soutenu par une coalition entre le Parti démocrate d'Albanie (PDSh), le Mouvement socialiste pour l'intégration (LSI) et le Parti républicain d'Albanie (PRSh). Ensemble, ils disposent de 74 députés sur 140, soit 52,9 % des sièges de l'Assemblée.
Il est formé à la suite des 28 juin 2009.
Il succède donc au gouvernement Berisha I, constitué et soutenu par une coalition entre le PDSh, le PRSh, le Parti agrarien environnementaliste (PAA) et le Parti de l'Union pour les droits de l'homme (PBDNJ).

### Formation
Au cours du scrutin, la coalition de l'Alliance pour le changement (ApN), formée autour du PDSh et du PRSh, remporte l'exacte moitié des sièges de l'Assemblée, soit 70 députés. L'Union pour le changement (BpN), rassemblée autour du Parti socialiste d'Albanie (PSSh) d'Edi Rama, en totalise de son côté 66. Enfin, l'Alliance socialiste pour l'intégration (ASI), réunie par le LSI, obtient les quatre sièges restants. Bien que l'ASI soit idéologiquement proche de la BpN, elle choisit de s'associer avec l'ApN, lui apportant les voix manquantes pour disposer de la majorité absolue.

### Évolution
Le 4 avril 2013, le LSI décide de rompre son accord avec le PDSh et s'associe avec le PSSh pour créer l'Alliance pour une Albanie européenne (ASE). Berisha passe donc les dernières semaines de son mandat sans majorité.

### Succession
L'ASE remporte une large majorité absolue au cours des élections législatives du 23 juin 2013. Le président du Parti socialiste Edi Rama peut alors constituer son propre gouvernement.

## Composition

### Initiale (17 septembre 2009)
- Les nouveaux ministres sont indiqués en gras, ceux ayant changé d'attributions en italique.

| Poste | Titulaire | Titulaire          | Parti |
| --- | --------- | ------------------ | ----- |
| Premier ministre |           | Sali Berisha       | PDSh  |
| Vice-Premier ministre Ministre des Affaires étrangères                                                                                 |           | Ilir Meta          | LSI   |
| Ministre de l'Intérieur |           | Lulzim Basha       | PDSh  |
| Ministre de la Justice |           | Bujar Nishani      | PDSh  |
| Ministre des Finances |           | Ridvan Bode        | PDSh  |
| Ministre de l'Économie, du Commerce et de l'Énergie                                                                                    |           | Dritan Prifti      | LSI   |
| Ministre du Travail, des Affaires sociales et de l'Égalité des chances                                                                 |           | Spiro Ksera        | PDSh  |
| Ministre de l'Agriculture, de l'Alimentation et de la Consommation                                                                     |           | Genc Ruli          | PDSh  |
| Ministre de la Défense |           | Arben Imami        | PDSh  |
| Ministre de l'Intégration européenne                                                                                                   |           | Majlinda Bregu     | PDSh  |
| Ministre de la Santé |           | Petrit Vasili      | LSI   |
| Ministre des Travaux publics, des Transports et des Télécommunications Ministre des Travaux publics et des Transports (19/04/2010)     |           | Sokol Olldashi     | PDSh  |
| Ministre de l'Environnement, des Forêts et des Eaux                                                                                    |           | Fatmir Mediu       | PRSh  |
| Ministre de l'Éducation et de la Science                                                                                               |           | Myqerem Tafaj      | PDSh  |
| Ministre du Tourisme, de la Culture, de la Jeunesse et des Sports                                                                      |           | Ferdinand Xhaferri | PDSh  |
| Ministre des Relations avec l'Assemblée Ministre de l'Innovation, des Technologies de l'information et des Communications (19/04/2010) |           | Genc Pollo         | PDSh  |

### Remaniement du16 septembre 2010
- Les nouveaux ministres sont indiqués en gras, ceux ayant changé d'attributions en italique.

| Poste                                                                             | Titulaire | Titulaire          | Parti |
| --------------------------------------------------------------------------------- | --------- | ------------------ | ----- |
| Premier ministre                                                                  |           | Sali Berisha       | PDSh  |
| Vice-Premier ministre Ministre de l'Économie, du Commerce et de l'Énergie         |           | Ilir Meta          | LSI   |
| Ministre des Affaires étrangères                                                  |           | Edmond Haxhinasto  | LSI   |
| Ministre de l'Intérieur                                                           |           | Lulzim Basha       | PDSh  |
| Ministre de la Justice                                                            |           | Bujar Nishani      | PDSh  |
| Ministre des Finances                                                             |           | Ridvan Bode        | PDSh  |
| Ministre du Travail, des Affaires sociales et de l'Égalité des chances            |           | Spiro Ksera        | PDSh  |
| Ministre de l'Agriculture, de l'Alimentation et de la Consommation                |           | Genc Ruli          | PDSh  |
| Ministre de la Défense                                                            |           | Arben Imami        | PDSh  |
| Ministre de l'Intégration européenne                                              |           | Majlinda Bregu     | PDSh  |
| Ministre de la Santé                                                              |           | Petrit Vasili      | LSI   |
| Ministre des Travaux publics et des Transports                                    |           | Sokol Olldashi     | PDSh  |
| Ministre de l'Environnement, des Forêts et des Eaux                               |           | Fatmir Mediu       | PRSh  |
| Ministre de l'Éducation et de la Science                                          |           | Myqerem Tafaj      | PDSh  |
| Ministre du Tourisme, de la Culture, de la Jeunesse et des Sports                 |           | Ferdinand Xhaferri | PDSh  |
| Ministre de l'Innovation, des Technologies de l'information et des Communications |           | Genc Pollo         | PDSh  |

### Remaniement du17 janvier 2011
- Les nouveaux ministres sont indiqués en gras, ceux ayant changé d'attributions en italique.

| Poste                                                                             | Titulaire | Titulaire                                        | Parti |
| --------------------------------------------------------------------------------- | --------- | ------------------------------------------------ | ----- |
| Premier ministre                                                                  |           | Sali Berisha                                     | PDSh  |
| Vice-Premier ministre Ministre des Affaires étrangères                            |           | Edmond Haxhinasto                                | LSI   |
| Ministre de l'Intérieur                                                           |           | Lulzim Basha (jusqu'au 20/04/2011) Bujar Nishani | PDSh  |
| Ministre de la Justice                                                            |           | Bujar Nishani                                    | PDSh  |
| Ministre des Finances                                                             |           | Ridvan Bode                                      | PDSh  |
| Ministre de l'Économie, du Commerce et de l'Énergie                               |           | Nasip Naço                                       | LSI   |
| Ministre du Travail, des Affaires sociales et de l'Égalité des chances            |           | Spiro Ksera                                      | PDSh  |
| Ministre de l'Agriculture, de l'Alimentation et de la Consommation                |           | Genc Ruli                                        | PDSh  |
| Ministre de la Défense                                                            |           | Arben Imami                                      | PDSh  |
| Ministre de l'Intégration européenne                                              |           | Majlinda Bregu                                   | PDSh  |
| Ministre de la Santé                                                              |           | Petrit Vasili                                    | LSI   |
| Ministre des Travaux publics et des Transports                                    |           | Sokol Olldashi                                   | PDSh  |
| Ministre de l'Environnement, des Forêts et des Eaux                               |           | Fatmir Mediu                                     | PRSh  |
| Ministre de l'Éducation et de la Science                                          |           | Myqerem Tafaj                                    | PDSh  |
| Ministre du Tourisme, de la Culture, de la Jeunesse et des Sports                 |           | Ferdinand Xhaferri (jusqu'au 20/04/2011)         | PDSh  |
| Ministre de l'Innovation, des Technologies de l'information et des Communications |           | Genc Pollo                                       | PDSh  |

### Remaniement du21 juillet 2011
- Les nouveaux ministres sont indiqués en gras, ceux ayant changé d'attributions en italique.

| Poste                                                                             | Titulaire | Titulaire         | Parti |
| --------------------------------------------------------------------------------- | --------- | ----------------- | ----- |
| Premier ministre                                                                  |           | Sali Berisha      | PDSh  |
| Vice-Premier ministre Ministre des Affaires étrangères                            |           | Edmond Haxhinasto | LSI   |
| Ministre de l'Intérieur                                                           |           | Flamur Noka       | PDSh  |
| Ministre de la Justice                                                            |           | Eduard Halimi     | PDSh  |
| Ministre des Finances                                                             |           | Ridvan Bode       | PDSh  |
| Ministre de l'Économie, du Commerce et de l'Énergie                               |           | Nasip Naço        | LSI   |
| Ministre du Travail, des Affaires sociales et de l'Égalité des chances            |           | Spiro Ksera       | PDSh  |
| Ministre de l'Agriculture, de l'Alimentation et de la Consommation                |           | Genc Ruli         | PDSh  |
| Ministre de la Défense                                                            |           | Arben Imami       | PDSh  |
| Ministre de l'Intégration européenne                                              |           | Majlinda Bregu    | PDSh  |
| Ministre de la Santé                                                              |           | Petrit Vasili     | LSI   |
| Ministre des Travaux publics et des Transports                                    |           | Sokol Olldashi    | PDSh  |
| Ministre de l'Environnement, des Forêts et des Eaux                               |           | Fatmir Mediu      | PRSh  |
| Ministre de l'Éducation et de la Science                                          |           | Myqerem Tafaj     | PDSh  |
| Ministre du Tourisme, de la Culture, de la Jeunesse et des Sports                 |           | Aldo Bumçi        | PDSh  |
| Ministre de l'Innovation, des Technologies de l'information et des Communications |           | Genc Pollo        | PDSh  |

### Remaniement du3 juillet 2012
- Les nouveaux ministres sont indiqués en gras, ceux ayant changé d'attributions en italique.

| Poste                                                                             | Titulaire | Titulaire         | Parti |
| --------------------------------------------------------------------------------- | --------- | ----------------- | ----- |
| Premier ministre                                                                  |           | Sali Berisha      | PDSh  |
| Vice-Premier ministre Ministre de l'Économie, du Commerce et de l'Énergie         |           | Edmond Haxhinasto | LSI   |
| Ministre des Affaires étrangères                                                  |           | Edmond Panariti   | LSI   |
| Ministre de l'Intérieur                                                           |           | Flamur Noka       | PDSh  |
| Ministre de la Justice                                                            |           | Eduard Halimi     | PDSh  |
| Ministre des Finances                                                             |           | Ridvan Bode       | PDSh  |
| Ministre du Travail, des Affaires sociales et de l'Égalité des chances            |           | Spiro Ksera       | PDSh  |
| Ministre de l'Agriculture, de l'Alimentation et de la Consommation                |           | Genc Ruli         | PDSh  |
| Ministre de la Défense                                                            |           | Arben Imami       | PDSh  |
| Ministre de l'Intégration européenne                                              |           | Majlinda Bregu    | PDSh  |
| Ministre de la Santé                                                              |           | Vangjel Tavo      | LSI   |
| Ministre des Travaux publics et des Transports                                    |           | Sokol Olldashi    | PDSh  |
| Ministre de l'Environnement, des Forêts et des Eaux                               |           | Fatmir Mediu      | PRSh  |
| Ministre de l'Éducation et de la Science                                          |           | Myqerem Tafaj     | PDSh  |
| Ministre du Tourisme, de la Culture, de la Jeunesse et des Sports                 |           | Aldo Bumçi        | PDSh  |
| Ministre de l'Innovation, des Technologies de l'information et des Communications |           | Genc Pollo        | PDSh  |

### Remaniement du4 avril 2013
- Les nouveaux ministres sont indiqués en gras, ceux ayant changé d'attributions en italique.

| Poste                                                                             | Titulaire | Titulaire      | Parti |
| --------------------------------------------------------------------------------- | --------- | -------------- | ----- |
| Premier ministre                                                                  |           | Sali Berisha   | PDSh  |
| Vice-Premier ministre Ministre de l'Éducation et de la Science                    |           | Myqerem Tafaj  | PDSh  |
| Ministre des Affaires étrangères                                                  |           | Aldo Bumçi     | PDSh  |
| Ministre de l'Intérieur                                                           |           | Flamur Noka    | PDSh  |
| Ministre de la Justice                                                            |           | Eduard Halimi  | PDSh  |
| Ministre des Finances                                                             |           | Ridvan Bode    | PDSh  |
| Ministre de l'Économie, du Commerce et de l'Énergie                               |           | Florian Mima   | PDSh  |
| Ministre du Travail, des Affaires sociales et de l'Égalité des chances            |           | Spiro Ksera    | PDSh  |
| Ministre de l'Agriculture, de l'Alimentation et de la Consommation                |           | Genc Ruli      | PDSh  |
| Ministre de la Défense                                                            |           | Arben Imami    | PDSh  |
| Ministre de l'Intégration européenne                                              |           | Majlinda Bregu | PDSh  |
| Ministre de la Santé                                                              |           | Halim Kosova   | PDSh  |
| Ministre des Travaux publics et des Transports                                    |           | Sokol Olldashi | PDSh  |
| Ministre de l'Environnement, des Forêts et des Eaux                               |           | Fatmir Mediu   | PRSh  |
| Ministre du Tourisme, de la Culture, de la Jeunesse et des Sports                 |           | Visar Zhiti    | PDSh  |
| Ministre de l'Innovation, des Technologies de l'information et des Communications |           | Genc Pollo     | PDSh  |